# Oblate

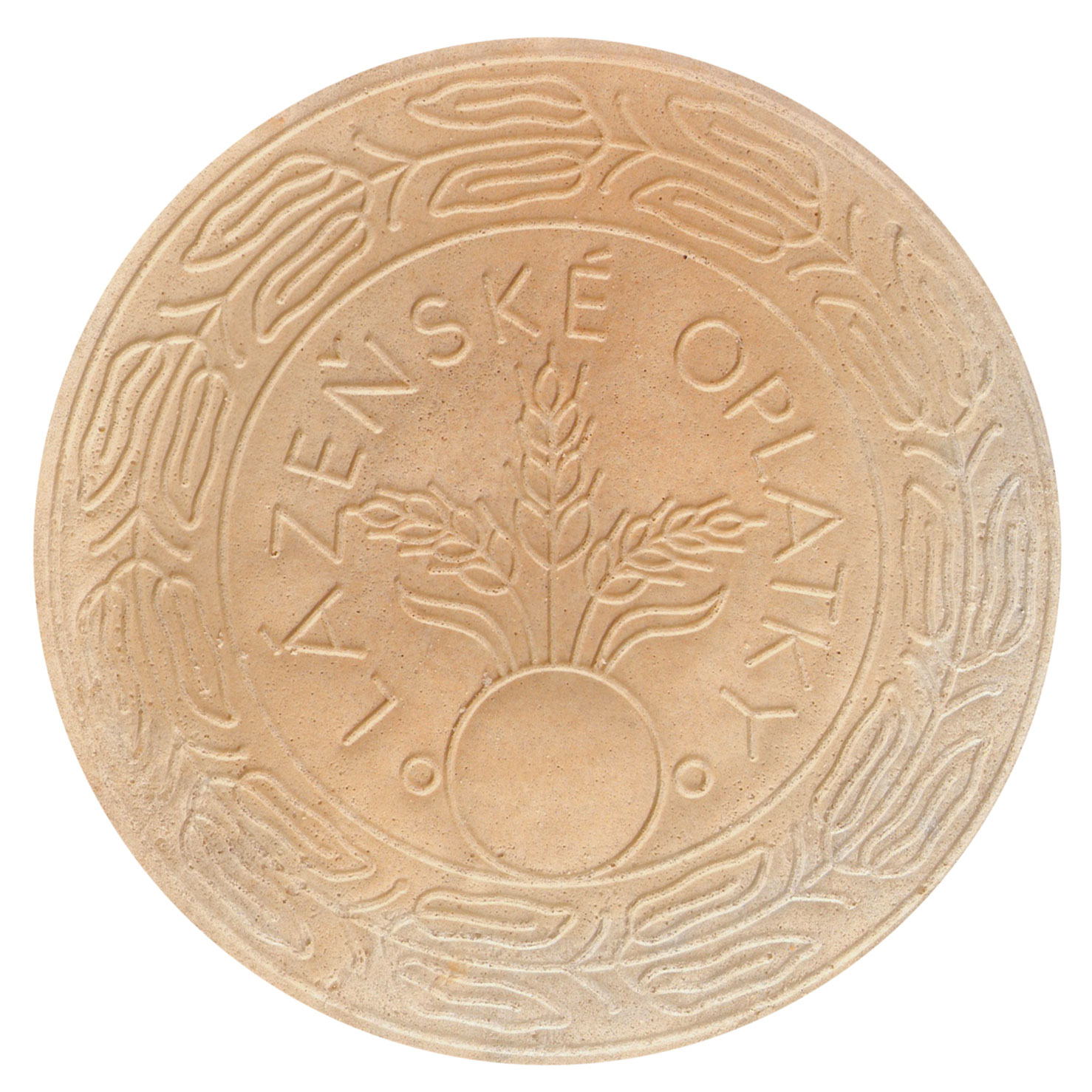
Marienbader Oblate

Eine Oblate [ɔbˈlaːtə] (über mittelhochdeutsch oblāte für ‚Oblate, Hostie‘ von mittellateinisch oblata, von oblatus ‚dargebracht‘) ist ein dünnes Gebäck, das zum menschlichen Verzehr und als Siegelmaterial verwendet wird. Man stellt Oblaten aus einer flüssigen Masse her, die ausschließlich Wasser, Mehl und Stärke enthält, bäckt sie wie Waffeln zwischen heißen Eisen und schneidet oder stanzt sie in runde oder rechteckige Stücke. Das Deutsche Lebensmittelbuch rechnet Oblaten zu den Dauerbackwaren und auch zu den feinen Backwaren, obwohl sie den dafür geforderten Mindestanteil von 10 % Fett und/oder Zucker nicht enthalten. Größter Hersteller von Backoblaten in Deutschland ist Firma Küchle aus Günzburg.

## Beschreibung
Durch den Verzicht auf Teigsäuerung, Lockerungsmittel, Eiweiß und Zucker und eine geringe Kleberbildung gehen Oblaten nicht auf, sondern bleiben flach, haben eine pappige, aber brüchige Beschaffenheit und einen faden Geschmack. Sie werden mit wenig Fett als Trennmittel in so genannten Oblateneisen gebacken, die aus zwei Backflächen bestehen, die entweder auf dem Feuer erhitzt werden oder beheizbar sind. Manche Oblaten haben eine ebene, glatte Oberfläche, andere erhalten durch Gravur der Backflächen Muster, Beschriftungen oder bildhafte, oft religiöse Motive. Oblaten bleiben beim Backen in der Regel sehr hell oder sogar ganz weiß, können aber eingefärbt werden.
Oblaten werden zumeist aus Weizenmehl hergestellt, es sind aber auch glutenfreie Varianten aus Maismehl bzw. Maisstärke bekannt.

## Varianten

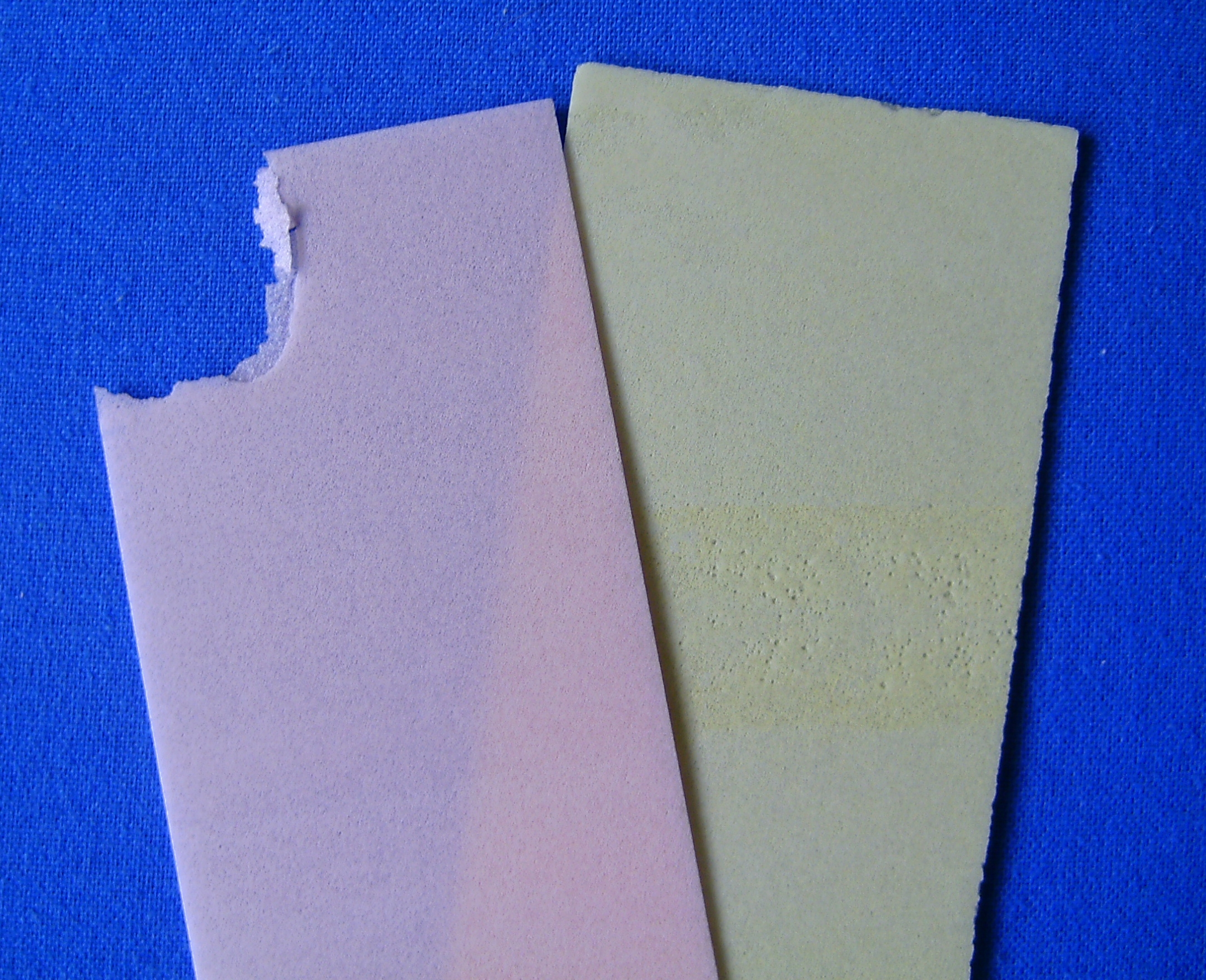
Esspapier

Essbare Oblaten dienen entweder als Backzutat oder können direkt gegessen werden. Daneben verwenden Notare Oblaten als Siegelmaterial.

### Backoblaten
Backzutat, die in erster Linie als Unterlage für Makronen und Oblatenlebkuchen verwendet wird.

### Esspapier
Mit derselben Produktionstechnik wird Esspapier hergestellt. Zusätzlich mit Lebensmittelfarbstoff bunt gefärbt und mit Süßstoff und Aromen gewürzt, ist es eine Kindersüßware geworden und zum direkten Verzehr gedacht. Esspapier wird auch Essoblaten genannt.

### Karlsbader Oblaten
Verzierte, süß gefüllte Oblatengebäcke. Traditionell werden zur Herstellung zwei Oblaten mit etwa 19 cm Durchmesser mit einer Masse aus Zucker und Mandelsplittern (früher Karlsbader Sprudelsalz) zusammengeklebt. Heute existieren auch Formen mit anderen Größen und Füllungen (z. B. Schokolade), die teilweise auch aus mehreren Schichten bestehen. Die Bezeichnung „Karlsbader Oblaten“ (tschechisch Karlovarské oplatky) wurde 2011 auf Antrag der Tschechischen Republik und gegen den Einspruch Deutschlands und Österreichs als geschützte geographische Angabe nach europäischem Recht eingetragen und gilt nur für Produkte, die auf dem Gebiet der Stadt Karlsbad unter Verwendung des Karlsbader Mineralwassers hergestellt wurden und weiteren genauen Anforderungen entsprechen. Die Eintragung hat zu Protesten von sudetendeutschen Vereinigungen in Deutschland und Österreich geführt, da die Produktion der Karlsbader Oblaten vor dem Zweiten Weltkrieg vor allem von sudetendeutschen Bäckerfamilien betrieben wurde, die 1945 vertrieben wurden und die Tradition nun in der neuen Heimat weiterführen. Hersteller, die die deutsche Bezeichnung markenrechtlich geschützt haben, können diese aber weiter auf ihre Oblaten-Packungen drucken. In Deutschland gilt dies nur noch für die Wetzel – Karlsbader Oblaten- und Waffelfabrik.

### Polnische Weihnachtsoblaten

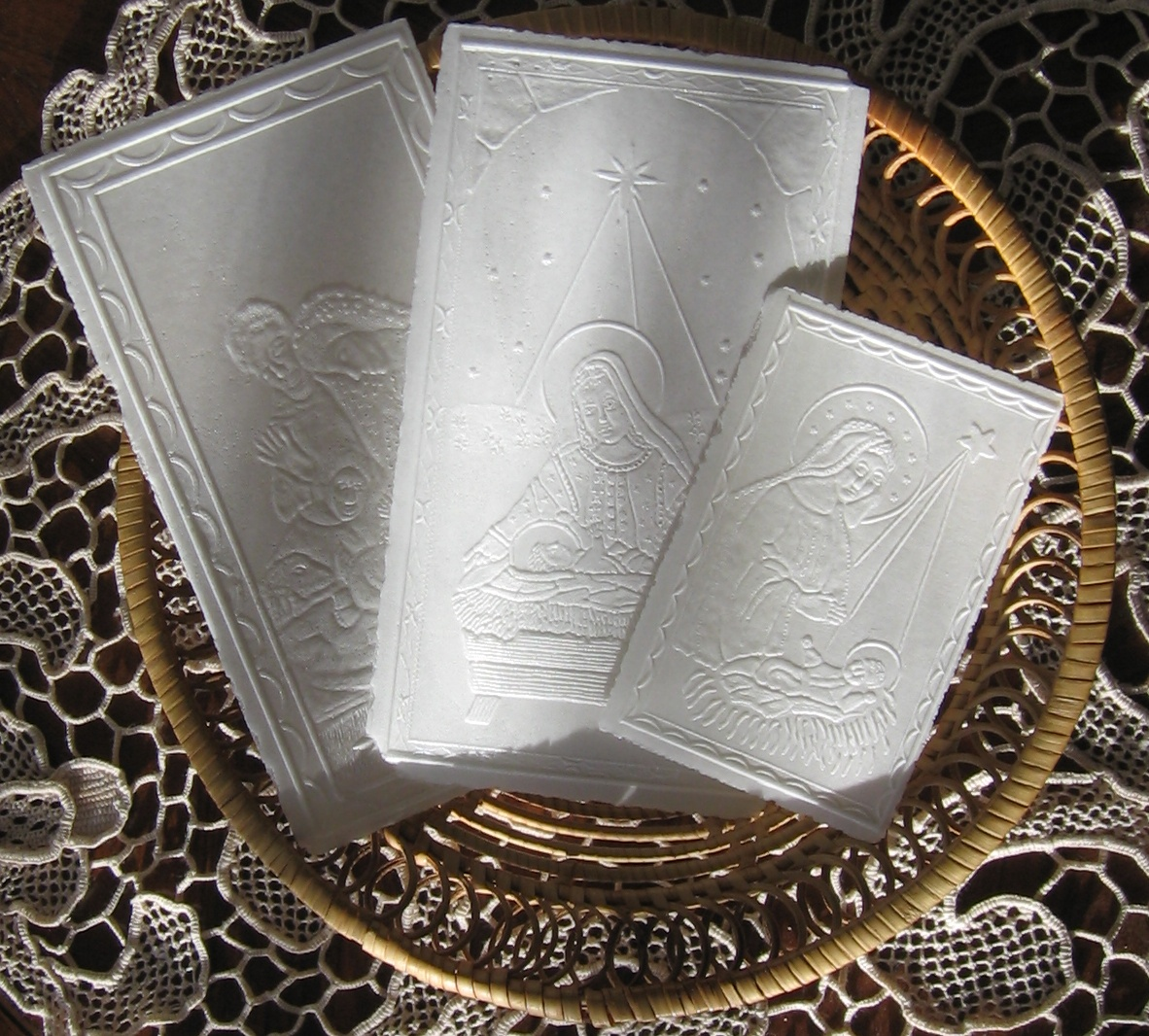
Polnische Weihnachtsoblaten (Bożenarodzeniowe opłatki)

Polnische Weihnachtsoblaten (polnisch Bożenarodzeniowy opłatek) werden in Polen am Heiligen Abend (Wigilia) vor dem Essen gereicht. Sie sind meist mit einer Darstellung Mariens mit dem Jesuskind und Engeln geprägt. Die Zutaten des Teiges entsprechen denen, die zur Hostienbäckerei verwendet werden. Die Familienmitglieder brechen gegenseitig jeweils ein Stück ab, essen es und wünschen einander Glück und Segen für das kommende Jahr. Das gemeinsame Brechen der Weihnachtsoblate bezieht sich auf die uralte christliche Tradition des Brotbrechens. Diese Oblaten werden auch an Freunde und Verwandte in der ganzen Welt verschickt, um sie an dieser Tradition teilhaben zu lassen.

### Bad Ischler Oblaten

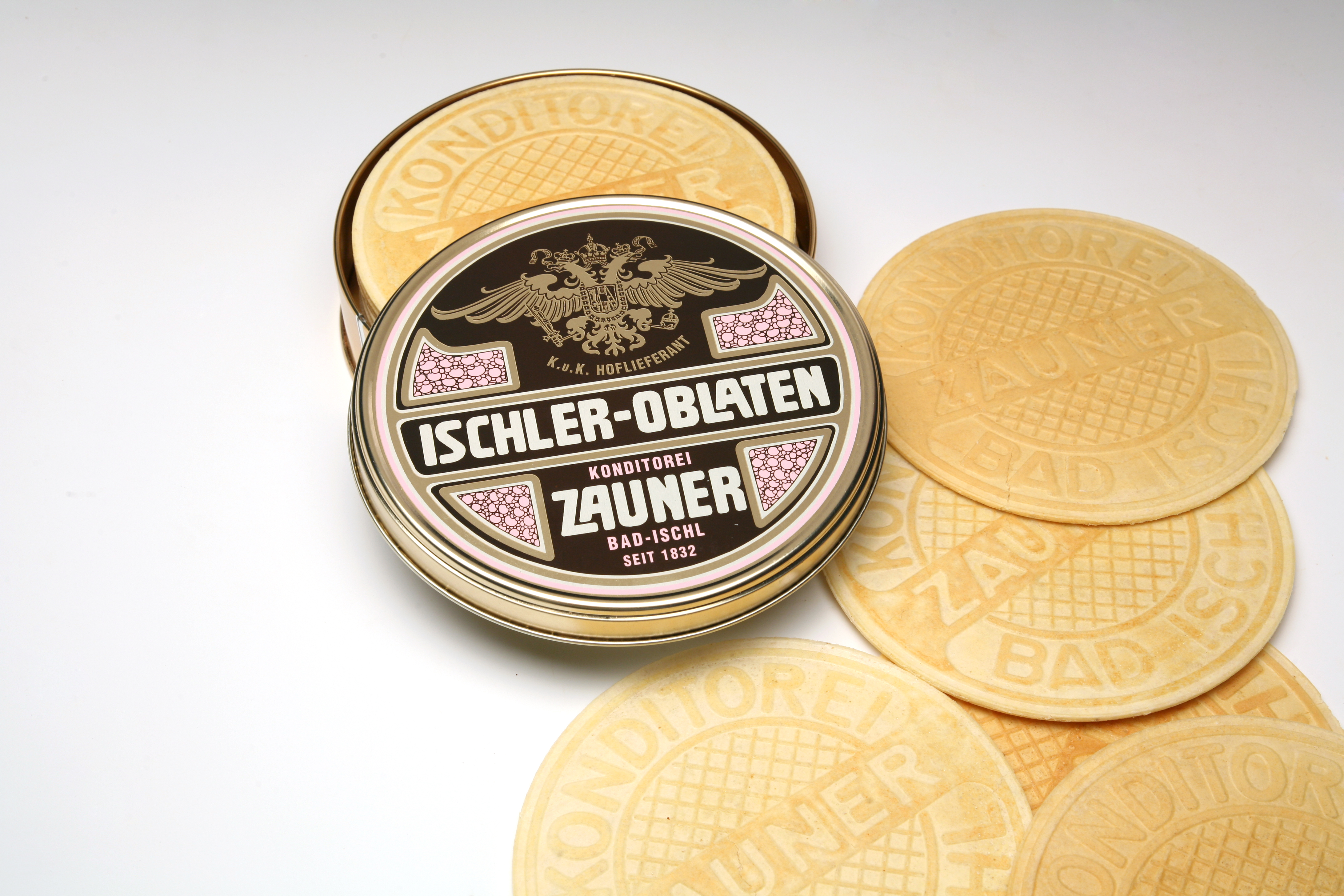
Bad Ischler Oblaten

Die Bad Ischler Oblaten wurden um 1900 von Josef Nickerl, dem damaligen Backstubenleiter der k.u.k. Hofzuckerbäckerei Zauner in Bad Ischl, erfunden. Er übersiedelte vor der Jahrhundertwende von Tschechien nach Bad Ischl und etablierte dort seine Rezeptur der Oblaten. Die Bad Ischler Oblaten legten den Grundstein für die Entstehung des Original Zaunerstollen, für dessen Masse anfangs Oblatenbruch verwendet wurde. Die Bad Ischler Oblaten werden von der k.u.k. Hofzuckerbäckerei noch heute in Handarbeit gefertigt.

### Siegeloblaten
Die Siegeloblate dient dem Notar zum Versiegeln.